# NK Bedekovčina
Nogometni klub Bedekovčina hrvatski je nogometni klub iz Bedekovčine. Trenutačno se natječe u 4. nogometnoj ligi Središte Zagreb – podskupina A. 
Prije se zvao Zagorka. Godine 2025. mijenja ime iz Tondach Bedekovčina u Bedekovčina.

## Poznati igrači
- Antonio Bosec
- Jurica Jurčec
- Marko Kolar
- Dominik Kotarski
- Josip Posavec
- Igor Postonjski

## Vanjske poveznice
- Profil, HNS Semafor